# Eva Lohmann
Eva Lohmann (geb. 1981) ist eine deutsche Autorin. Sie lebt in Hamburg.

## Leben
Eva Lohmann wurde 1981 geboren. Sie ist ausgebildete Innenarchitektin und Werbetexterin, arbeitet aber seit über zehn Jahren als freie Autorin. Sie hat eine Tochter.

## Wirken
Eva Lohmann ist bekannt für ihre einfühlsamen Romane, die oft persönliche und gesellschaftliche Themen behandeln. Ihr Debütroman Acht Wochen verrückt erzählt die Geschichte einer Frau, die nach einem psychischen Zusammenbruch in eine psychosomatische Klink eingewiesen wird und dort acht Wochen verbringt. Der Roman bietet einen tiefen Einblick in den Alltag einer Klinik und in die Herausforderungen des Lebens mit einer psychischen Erkrankung.
Im Jahr 2023 wurde ihr Buch Das leise Platzen unserer Träume veröffentlicht. Es thematisiert die komplexen Beziehungsdynamiken und die Herausforderungen unerfüllter Lebensträume.

## Schriften
- Acht Wochen verrückt. Rowohlt Verlag, Reinbek bei Hamburg 2012, ISBN 978-3-492-05439-3.
- Kuckucksmädchen. Piper Verlag, München 2012, ISBN 978-3-492-05546-8.
- So schön still: Die Stärken introvertierter Kinder und Eltern. Beltz Verlag, Weinheim 2015, ISBN 978-3-499-00638-8.
- Das leise Platzen unserer Träume. Eisele Verlag, München 2023, ISBN 978-3-96161-202-4.
- Wie du mich ansiehst. Eisele Verlag, München 2024, ISBN 978-3-96161-250-5.